# Phymaturus verdugo
Espèce
Phymaturus verdugo est une espèce de sauriens de la famille des Liolaemidae.

## Répartition
Cette espèce est endémique de la province de Mendoza en Argentine.

## Description
C'est un saurien vivipare.

## Publication originale
- Cei & Videla, 2003 : A new Phymaturus species from volcanic cordilleran mountains of the south-western Mendoza province, Argentina (Liolaemidae, Iguania, Lacertilia, Reptilia). bollettino del museo regionale di scienze naturali di Torino, vol. 20, no 2, p. 291-314.